# Hände hoch! (1942)
Hände hoch! ist ein gut einstündiger deutscher Propagandafilm des Regiedebütanten Alfred Weidenmann mit Erich Dunskus in der Hauptrolle. Mit diesem Film sollte die deutsche Kinderlandverschickung während des Zweiten Weltkriegs in die mit Hitler-Deutschland verbündete Slowakei beworben und gepriesen werden. Natürlich werden die Kinder auch unter freiem Himmel schulisch unterrichtet.

## Handlung
Deutsche Pimpfe der Hitlerjugend verbringen fernab des Kriegsgeschehens 1941 eine erholsame Zeit am Rande der Hohen Tatra in der mit Nazi-Deutschland befreundeten Slowakei. Dazu gehören auch Ausritte hoch zu Ross und die anschließende Pferdepflege. Anschließend toben sich die Pimpfe im Fußballspiel gegen ortsansässige slowakische Jungs aus. Der Lageralltag der Jugendlichen wird jäh unterbrochen, als man alle Außenaktivitäten wegen aufziehenden schlechten Wetters, Sturm und Dauerregen beenden muss. Bald blasen die Pimpfe, die sich viel lieber austoben wollen, unter dem Lagerdach Trübsal, da es tagelang wie aus Kübeln schüttet. Nur mühsam geht die Zeit mit Theaterspiel und Gesangsaufführungen vorüber. Bald ist die allgemeine Stimmung auf dem Tiefpunkt, und man wird immer gereizter. Dann – endlich ! – geschieht etwas aufregendes.
Zwei steckbrieflich gesuchte Verbrecher sollen sich in der Gegend herumtreiben. Der ortsansässige Dorfgendarm ist ganz allein vor Ort und mit der Gaunerjagd überfordert. So bittet er den HJ-Führer, ihm die Jungs, ganz in der Tradition von Emil und die Detektive, für den Ganovenfang zur Verfügung zu stellen. Die Pimpfe sind begeistert: Zwar ist das Wetter noch immer sehr schlecht, aber wenigstens kann man wieder nach draußen, sich austoben und sogar etwas spannendes erleben. Gutsverwalter Malek übersetzt die vom slowakischen Polizisten mitgelieferte Beschreibung der beiden Gauner, denen u. a. versuchter Bankraub, Fahrraddiebstahl und Heiratsschwindel vorgeworfen wird. Der HJ-Führer teilt die Gruppen auf und instruiert sie, was sie tun sollen. Für die Pimpfe ist die Verbrecherjagd Abenteuer pur, auch wenn draußen die Wege matschig und die Klamotten bald durchfeuchtet sind. Sogar eine Floßfahrt und ein Parcoursritt über Stock und Stein ist bei der Suche drin.
Die Laune der Jungs hebt sich immer mehr, ein Auslauf selbst bei schlechtem Wetter ist immer noch besser, als immer im Jugendheim aufeinander zu hocken. Währenddessen schieben zwei vermummte Gestalten nahe der Kinder ihre Fahrräder durch die Landschaft. Die beiden ausgemachten Fremden erweisen sich jedoch als Bekannte Maleks. Zwei der Jungs verkleiden sich daraufhin als slowakische Mädchen, um weniger auffällig Nachforschungen zu betreiben. Gegen Ende des Tages erreicht eine Gruppe der Jungs einen Gasthof, in dem sie die beiden Gesuchten ausgemacht zu haben scheinen. In der Gaststube wird getanzt und gebechert, und tatsächlich entdecken die beiden falschen Mädchen die beiden flüchtigen Verbrecher. Trotz penibler Beobachtung des Wirtshauses können sich die beiden Ganoven aus dem Staub machen. Die Jungs rennen den Flüchtigen in den nachtdunklen Wald hinterher und können sie schließlich stellen. „Hände hoch!“ heißt es und auf sie mit Gebrüll. Die Jungs können die beiden Gesuchten schließlich überwältigen.
Der Tag wurde zu einem erfolgreichen Ende gebracht, das Horn zum Rückmarsch wird geblasen. Die beiden gefangen genommenen Männer werden von den Pimpfen in ihr Lager mitgeschleppt. Dort eingekommen, warten schon die restlichen Kinder auf die Truppe. Doch die Überraschung ist groß, als die beiden vermummten und mit falschen Bärten und Augenklappe getarnten „Verbrecher“ dem aus dem Dorf herbeigeholten, slowakischen Polizisten vorgeführt werden: Es handelt sich dabei um niemand anderen als den Lehrer und den HJ-Führer. Beide Erwachsene wollten dem Langeweile-Elend der Pimpfe nach vielen Tagen im Trockenen endlich ein Ende bereiten und haben daher dieses kleine Abenteuer mit Schnitzeljagd inszeniert und sich selber als Ganoven auf der Flucht besetzt. Oder wie einer der beiden falschen Ganoven zum Schluss erklärt: „Wie bereitet man dem Regenkoller und der Langeweile ein Ende.“

## Produktionsnotizen
Hände hoch! entstand im Herbst 1941 vor Ort in der Slowakei (Žilina und die Hohe Tatra). Drehbeginn der Außenaufnahmen war der 5. September 1941, die Atelieraufnahmen entstanden ab dem 20. Oktober 1941. Die Premiere war am 25. Oktober 1942 in Berlins UFA-Palast am Zoo im Rahmen der Eröffnung der Jugendfilmstunden 1942/1943.
Der niederländische Szenenbild-Veteran Mathieu Oosterman lieferte als M. Oostermann die Filmbauten; es war seine letzte Arbeit für das Kino. Produktionsleiter war Arnold Funk, die Aufnahmeleitung hatte Kurt Moos. Hans Storr sorgte für den Ton. Der Pimpfe-Chor sing das Lied „Regen, Regen“.
Offensichtlich war dieser kleine Propagandafilm, der zahlreiche Preise verbuchen konnte (siehe unten), durchaus auch ein kommerzieller Erfolg: Bis Ende August 1943 strömten über drei Millionen Zuschauer in die Hände hoch!-Vorführungen, davon 75 Prozent Jugendliche, der Rest Eltern.

## Hintergründe und Wissenswertes
Der bis dahin als Spielfilmregisseur noch nicht in Erscheinung getretene Leiter der Hauptabteilung Film in der Reichsjugendführung, Alfred Weidenmann, der sich vor allem als Autor linientreuer Jugendbücher (Jakko), „in denen er die nationalsozialistische Weltanschauung verherrlichte, bedingungslosen Gehorsam propagierte und die Unterwerfung unter das ‘Führerprinzip’ verlangte“, einen Namen gemacht und sich dadurch das Vertrauen des NS-Regimes erworben hatte, drehte unmittelbar vor Hände hoch! sechs Folgen der Hitlerjugend-Filmschau Junges Europa. Damit erschien er der Goebbels-Behörde als der geeignete Mann für die Regie von Hände hoch!. Weidenmann galt während des Kriegsverlaufs immer mehr als Hoffnungsträger des lange Zeit stiefmütterlich behandelten, nationalsozialistischen Jugendfilms, zumal besonders sein Nachfolgewerk Junge Adler 1944 auf viel Zuspruch bei der Staatsführung stieß.

## Auszeichnungen
Propagandaminister Joseph Goebbels, der Initiator dieses Films, sorgte dafür, dass Hände hoch! mit zahlreichen staatlichen NS-Prädikaten bedacht wurde:
- Staatspolitisch und künstlerisch wertvoll
- Jugendwert
- Lehrfilm

Darüber hinaus erhielt Hände hoch! beim Wettbewerb des Europäischen Jugendfilms in Florenz 1942 einen von Goebbels gestifteten Preis (Preis des Reichsministers Dr. Goebbels) als Bester Jugendfilm.

## Rezeption
In der für die NSDAP offiziell angefertigten Studie „Jugend und Film“ analysierte Anneliese Sander 1944 die Entwicklung des Jugendfilms im NS-Staat aus parteioffizieller Sicht. Sie kam zu folgendem Schluss: „Hitlerjunge Quex, Kadetten und Hände hoch! sind Marksteine in der Entwicklung des deutschen Jugendspielfilmschaffens. Der in Arbeit befindliche Film Junge Adler verspricht einen weiteren Fortschritt.“

„Diesmal ging es um einen typischen Jugendfilm mit erzieherisch „fehlerlosen“ Spannungen in der Handlung. Die Fabel war genau dem Zeitgeschehen angepaßt: Die Kinder aus dem luftgefährdeten Ruhrgebiet fanden in einem KLV-Lager in der befreundeten Slowakei ihre zweite Heimat. Erdacht für die Jugend, geschaffen durch die Jugend, war dieser Film zugleich für die Eltern bestimmt: In Filmvorführungen der Partei bekamen sie diesen Streifen über das ungestörte Leben ihrer Kinder in der Hohen Tatra zu sehen.“